# Kočevsko (FFH-Gebiet)
Das Fauna-Flora-Habitat-Gebiet Kočevsko liegt auf dem Gebiet der Städte Ribnica, Kočevje, Novo Mesto und Črnomelj im Süden Sloweniens. Das etwa 1.068 km² große Schutzgebiet befindet sich in einer hoch gelegenen Karstlandschaft im nördlichen Abschnitt des Dinarischen Gebirges. Hier erstreckt sich der größte zusammenhängende Waldbestand in Slowenien. Einige der Gipfel erreichen über 1.000 Meter. Das sehr dünn besiedelte Gebiet bietet ein Refugium für zahlreiche große Carnivoren, wie Braunbär, Luchs und Wolf. Die vielen Karsthöhlen sind wichtige Überwinterungshabitate für Fledermäuse. Die Kolpaschlucht an der slowenisch-Kroatischen Grenze ist ein wichtiges Habitat für viele Fischarten, aber auch für Felsspaltenvegetation.  95 % des Geländes sind von Nadel-, Laub- und Mischwäldern bedeckt. Die anderen 5 % sind Grünland. Unter den Waldtypen dominieren Buchen- und Tannenwälder. An den wärmeren Hängen kommen Eichenwälder in geringen Ausdehnungen vor. Es gibt einige Fichtenforste, die im 19. Jahrhundert gepflanzt wurden.
Das FFH-Gebiet Kočevsko überschneidet sich größtenteils mit dem gleichnamigen Vogelschutzgebiet. Auf Kroatischer Seite schließen das FFH-Gebiet Kupa und das FFH- und Vogelschutzgebiet Gorski kotar i sjeverna Lika an. Im Westen grenzt das slowenische FFH-Gebiet Notranjski trikotnik an.

## Schutzzweck

### Lebensraumtypen
Folgende Lebensraumtypen nach Anhang I der FFH-Richtlinie sind für das Gebiet gemeldet:
| EU Code | * | Lebensraumtyp (offizielle Bezeichnung)                                                                                            | Fläche |
| ------- | - | --- | ------ |
| 3260    |   | Flüsse der planaren bis montanen Stufe mit Vegetation des Ranunculion fluitantis und des Callitricho-Batrachion                   | 61     |
| 6110    | * | Lückige basophile oder Kalk-Pionierrasen (Alysso-Sedion albi)                                                                     | 1.095  |
| 6210    | * | Naturnahe Kalk-Trockenrasen und deren Verbuschungsstadien (Festuco-Brometalia) (besondere Bestände mit bemerkenswerten Orchideen) | 7.480  |
| 7220    | * | Kalktuffquellen (Cratoneurion) | 25     |
| 8160    | * | Kalkhaltige Schutthalden der collinen bis montanen Stufe Mitteleuropas                                                            | 1.095  |
| 8210    |   | Kalkfelsen mit Felsspaltenvegetation                                                                                              | 1.095  |
| 8310    |   | Nicht touristisch erschlossene Höhlen                                                                                             |        |
| 9110    |   | Hainsimsen-Buchenwald (Luzulo-Fagetum)                                                                                            | 1.200  |
| 9180    | * | Schlucht- und Hangmischwälder (Tilio-Acerion)                                                                                     | 7.930  |
| 91E0    | * | Auen-Wälder mit Alnus glutinosa und Fraxinus excelsior (Alno-Padion, Alnion incanae, Salicion albae)                              | 234    |
| 91K0    |   | Illyrische Rotbuchenwälder (Aremonio-Fagion)                                                                                      | 58.020 |
| 91L0    |   | Illyrische Eichen-Hainbuchenwälder (Erythronio-Carpinion)                                                                         | 2.860  |

### Arteninventar
Folgende Arten von gemeinschaftlichem Interesse kommen im Gebiet vor:
| Bild                        | EU Code | * | Art                         | wissenschaftlicher Name     | Artengruppe           |
| --------------------------- | ------- | - | --------------------------- | --------------------------- | --------------------- |
| Schmale Windelschnecke      | 1014    |   | Schmale Windelschnecke      | Vertigo angustior           | Schnecken             |
| Kleine Flussmuschel         | 1032    |   | Kleine Flussmuschel         | Unio crassus                | Muscheln              |
| Goldener Scheckenfalter     | 1065    |   | Goldener Scheckenfalter     | Euphydryas aurinia          | Schmetterlinge        |
| Spanische Flagge            | 1078    | * | Spanische Flagge            | Callimorpha quadripunctaria | Schmetterlinge        |
| Hirschkäfer                 | 1083    |   | Hirschkäfer                 | Lucanus cervus              | Käfer                 |
| Scharlachroter Plattkäfer   | 1086    |   | Scharlachroter Plattkäfer   | Cucujus cinnaberinus        | Käfer                 |
| Alpenbock                   | 1087    | * | Alpenbock                   | Rosalia alpina              | Käfer                 |
| Trauerbock                  | 1089    |   | Trauerbock                  | Morimus funereus            | Käfer                 |
| Steinkrebs                  | 1093    | * | Steinkrebs                  | Austropotamobius torrentium | Krebse                |
|                             | 1098    |   | Neunaugen                   | Eudontomyzon spp.           | Fische und Rundmäuler |
| Huchen                      | 1105    |   | Huchen                      | Hucho hucho                 | Fische und Rundmäuler |
| Rutilus pigus               | 1114    |   | Frauennerfling              | Rutilus pigus               | Fische und Rundmäuler |
| Steingreßling               | 1122    |   | Steingreßling               | Gobio uranoscopus           | Fische und Rundmäuler |
| Bitterling                  | 1134    |   | Bitterling                  | Rhodeus sericeus            | Fische und Rundmäuler |
| Forellenbarbe               | 1138    |   | Forellenbarbe               | Barbus meridionalis         | Fische und Rundmäuler |
| Mairenke                    | 1141    |   | Mairenke                    | Chalcalburnus chalcoides    | Fische und Rundmäuler |
| Gold-Steinbeißer            | 1146    |   | Gold-Steinbeißer            | Sabanejewia aurata          | Fische und Rundmäuler |
| Steinbeißer                 | 1149    |   | Steinbeißer                 | Cobitis taenia              | Fische und Rundmäuler |
| Groppe                      | 1163    |   | Groppe                      | Cottus gobio                | Fische und Rundmäuler |
| Alpen-Kammmolch             | 1167    |   | Alpen-Kammmolch             | Triturus carnifex           | Amphibien             |
| Grottenolm                  | 1186    | * | Grottenolm                  | Proteus anguinus            | Amphibien             |
| Gelbbauchunke               | 1193    |   | Gelbbauchunke               | Bombina variegata           | Amphibien             |
| Große Hufeisennase          | 1304    |   | Große Hufeisennase          | Rhinolophus ferrumequinum   | Säugetiere            |
| Mittelmeer-Hufeisennase     | 1305    |   | Mittelmeer-Hufeisennase     | Rhinolophus euryale         | Säugetiere            |
| Mopsfledermaus              | 1324    |   | Mopsfledermaus              | Barbastella barbastellus    | Säugetiere            |
| Wimperfledermaus            | 1321    |   | Wimperfledermaus            | Myotis emarginatus          | Säugetiere            |
| Bechsteinfledermaus         | 1323    |   | Bechsteinfledermaus         | Myotis bechsteinii          | Säugetiere            |
| Großes Mausohr              | 1324    |   | Großes Mausohr              | Myotis myotis               | Säugetiere            |
| Wolf                        | 1352    | * | Wolf                        | Canis lupus                 | Säugetiere            |
| Braunbär                    | 1354    | * | Braunbär                    | Ursus arctos                | Säugetiere            |
| Fischotter                  | 1355    |   | Fischotter                  | Lutra lutra                 | Säugetiere            |
| Eurasischer Luchs           | 1361    |   | Eurasischer Luchs           | Lynx lynx                   | Säugetiere            |
| Grünes Besenmoos            | 1381    |   | Grünes Besenmoos            | Dicranum viride             | Moose                 |
| Grünes Koboldmoos           | 1386    |   | Grünes Koboldmoos           | Buxbaumia viridis           | Moose                 |
|                             | 2533    |   | Balkan-Steinbeißer          | Cobitis elongata            | Fische und Rundmäuler |
| Grubenlaufkäfer             | 4014    |   | Grubenlaufkäfer             | Carabus variolosus          | Käfer                 |
|                             | 4019    |   |                             | Leptodirus hochenwarti      | Käfer                 |
| Ungleicher Furchenwalzkäfer | 4026    |   | Ungleicher Furchenwalzkäfer | Rhysodes sulcatus           | Käfer                 |
|                             | 4036    |   |                             | Leptidea morsei             | Schmetterlinge        |
| Große Quelljungfer          | 4046    |   | Große Quelljungfer          | Cordulegaster heros         | Libellen              |
| Zierliche Tellerschnecke    | 4056    |   | Zierliche Tellerschnecke    | Anisus vorticulus           | Schnecken             |
| Becherglocke                | 4068    |   | Becherglocke                | Adenophora lilifolia        | Pflanzen              |
| Krainer Gänsekresse         | 4089    |   | Krainer Gänsekresse         | Arabis scopoliana           | Pflanzen              |
| Maivogel                    | 6169    |   | Maivogel                    | Euphydryas maturna          | Schmetterlinge        |